# Doris Kenyon
Doris Kenyon (5 de septiembre de 1897 – 1 de septiembre de 1979) fue una actriz cinematográfica y televisiva estadounidense.

## Inicios
Nacida y criada en Siracusa (Nueva York), su padre era el Dr. James B. Kenyon, un ministro de la Iglesia Metodista Episcopal. Kenyon estudió en el Packer College Institute y posteriormente en la Universidad de Columbia. 
Además cantaba en los coros de las iglesias presbiteriana Grace y metodista Bushwick de Brooklyn. Su voz llamó la atención de los cazatalentos teatrales de Broadway, que la convencieron para actuar en el teatro. Su primera actuación tuvo lugar en la opereta de Victor Herbert The Princess Pat.

## Carrera cinematográfica

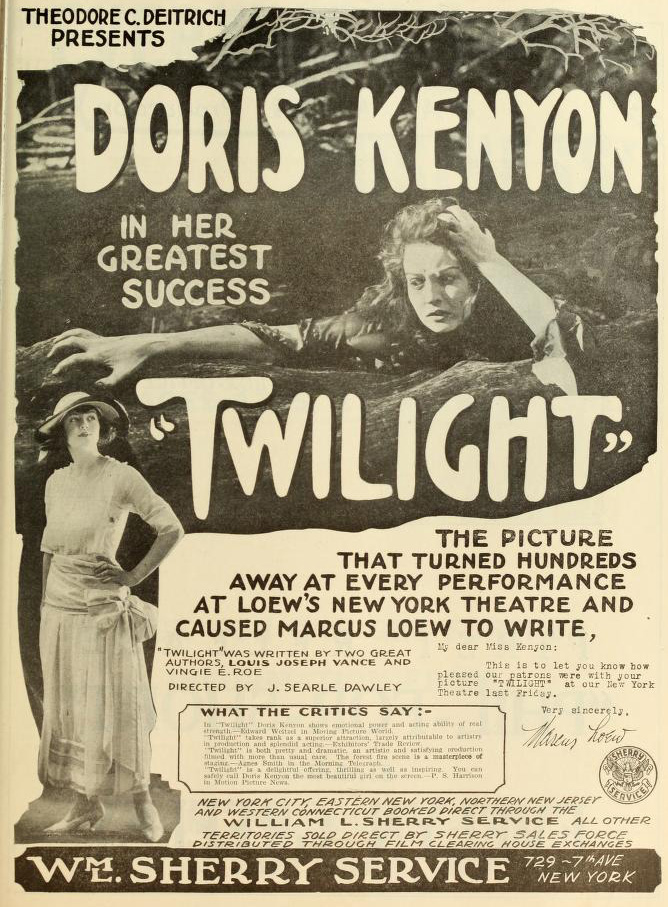
Twilight (1919)

En 1915 hizo su primer film, The Rack, para la World Film Company de Fort Lee, Nueva Jersey. Una de las películas más recordadas de su carrera inicial fue Monsieur Beaucaire (1924), en la que trabajó junto a Rodolfo Valentino. 
En 1928 actuó en la primera película de Paramount Pictures totalmente hablada, Interference. 
Kenyon actuó con el actor George Arliss en dos filmes, Alexander Hamilton (1931) y Voltaire (1933). Además, en 1933 intervino en Counsellor at Law, con John Barrymore. 
Además de su actividad cinematográfica, en el otoño de 1935 Kenyon interpretó junto a Ramón Novarro la obra teatral A Royal Miscarriage, representada en Londres, Inglaterra. 
Tras sesenta películas, la carrera cinematográfica de Kenyon finalizó en 1939 haciendo un cameo en The Man in the Iron Mask.

## Televisión
Kenyon prosiguió su carrera como actriz trabajando en televisión en la década de 1950, interviniendo en episodios de The Secret Storm (1954), Schlitz Playhouse of Stars, All Our Yesterdays (1958), y 77 Sunset Strip.  
Además de estas actividades, al dejar el cine también volvió a cantar, una ocupación que ya había seguido en su juventud. Finalmente dejó el mundo del espectáculo, yendo a vivir semirretirada en Beverly Hills, California.

## Vida personal
Kenyon se casó varias veces. Su primer marido fue el actor Milton Sills, con el que se casó en 1926, y del que enviudó en 1930. Tuvieron un hijo llamado Kenyon. Después, en 1933, se casó con un rico agente inmobiliario, Arthur Hopkins, del cual se divorció al año siguiente alegando incompatibilidad. En 1938 Kenyon de casó con Albert D. Lasker, propietario de Lord & Thomas, una próspera agencia de publicidad, y del cual se divorció en 1939. Su último marido fue Bronislaw Mlynarski, hijo de un compositor polaco y cuñado de Arthur Rubinstein.
Doris Kenyon falleció en 1979 en Beverly Hills a causa de un paro cardiaco, cuatro días antes de cumplir los 82 años. Fue enterrada en el Cementerio Forest Lawn Memorial Park de Glendale (California).